# Lemonia peilei
Lemonia peilei ist ein Schmetterling (Nachtfalter) aus der Familie der Wiesenspinner (Lemoniidae).

## Beschreibung

### Falter
Die Flügelspannweite der Falter beträgt 34 bis 42 Millimeter, wobei die Weibchen etwas größer als die Männchen sind. Die Grundfarbe der Vorder- und Hinterflügeloberseite ist hell gelbbraun und mit einer weißen Querlinie versehen. Auf der Vorderflügeloberseite befindet sich ein undeutlicher, dunkelbrauner Diskoidalfleck. Die Fühler der Männchen sind beidseitig lang und dicht gekämmt.

### Raupe
Ausgewachsene Raupen haben eine dunkelbraune bis violett graue  Farbe und sind dünn weißgelb behaart. Die Rückenlinie ist in tief dunkelrote Flecke, die Nebenrückenlinien in weiße Pfeilflecke aufgelöst. Die Punktwarzen sind hellbraun bis gelblich. Kopf und Brustfüße sind rotbraun, die Bauchfüße gelb.

### Ähnliche Arten
Lemonia balcanica zeigt einen deutlicheren Diskoidalfleck und ist im Gesamterscheinungsbild etwas dunkler als Lemonia peilei.

## Verbreitung, Lebensraum und Unterarten
Lemonia peilei kommt in westlichen Teilen Asiens vor. Hauptlebensraum der Art sind hügelige, trockene Gebiete. Neben der u. a. in Kleinasien, im Westen des Iran und im Irak vorkommenden Nominatform Lemonia peilei peilei werden noch folgende Unterarten geführt:
- Lemonia peilei farsica Wiltshire, 1946, im Süden des Iran
- Lemonia peilei talhouki Wiltshire, 1952, in Syrien
- Lemonia peilei klapperichi Wiltshire, 1961, in Afghanistan

## Lebensweise
Die Falter bilden eine Generation im Jahr, die schwerpunktmäßig im Oktober und November anzutreffen sind. Unter Zuchtbedingungen nahmen die Raupen die Blätter von Löwenzahn (Taraxacum) und Heckenkirschen (Lonicera) als Nahrung an.